# Owain ap Hywel Dda
Owain ap Hywel (gestorben um 988) war ein König von  Deheubarth im Süden des heutigen Wales und übte wohl auch Kontrolle über Powys aus.
Owain war einer der drei Söhne Hywel des Guten. Im Anschluss an Hywels Tod im Jahre 948, teilten die Brüder Owain, Rhodri ap Hywel und Edwin ap Hywel teilten seine Lande nach walisischem Recht unter sich auf. Die Söhne waren jedoch nicht dazu in der Lage Hywels Hegemonie über Gwynedd aufrechtzuerhalten. Den Söhnen Idwal Foels gelang es die Macht über Gwynedd für die vorhergegangene Dynastie, das Haus Aberffraw, zurückzugewinnen.
Im Jahr 950 fielen zwei Söhne Idwal Foels, Iago and Ieuaf, im Süden ein und drangen bis nach Dyfed vor. Die Söhne Hywels fielen daraufhin  im Jahr 954 im Norden ein. Dort drangen sie bis ins Tal des Flusses Conwy vor, bevor sie bei Llanrwst geschlagen und zur Rückkehr nach Ceredigion gezwungen wurden.
Rhodri starb im Jahr 953. Edwin darauffolgend im Jahr 954. Der Tod der Brüder ließ Owain als alleinigen Herrscher von Deheubarth zurück.
Im Jahr 958 griff Owain Gorwennydd an. Von dort zog er weiter nach Euas und Ergin und entriss diese Gebiete dem König von Glamorgan, Morgan dem Großen.
Im Jahr 959 drang Owain in die Abtei Llan Illdud in Gorwennydd ein und beschädigte die Abtei Catwg in Nant Garvan.
Im Jahr 962 schwor Owain einen jährlichen Tribut an König Edgar den Friedfertigen zu zahlen.
Owain versuchte nicht erneut Gwynedd wiederzugewinnen. Stattdessen wandten sich er und sein Sohn Einion gen Osten und fielen in den Jahren 960, 970 und 977 das Königreich Morgannwg, das heutige Glamorgan, an. Wohl zu dieser Zeit übernahm Einion die Regentschaft vom alternden Owain, bevor er auf einem Raubzug gen Osten im Jahre 984 von einem Adeligen aus Gwent erschlagen wurde.
Im Anschluss an einions Tod übernahm Owains zweiter Sohn Maredudd die Regentschaft für seinen greisen Vater. Im Jahr 986 kehrte dieser erfolgreich in den Noden zurück und nahm Gwynedd und vertrieb Cadwallon, den Sohn des Ieuaf. Owain starb im Jahr 988 und Maredudd wurde König von Deheubarth, auch wenn er sich später dazu bereit erklärte das Königreich mit den Erben Einions, Edwin und Cadell, zu teilen.
Text A der Annales Cambriae wurde offenbar auf Owains Veranlassung hin kompiliert.

## Kinder
- Cadwgan (gestorben 948[2] oder 949[1])
- Cadwallon (gestorben 961[1] oder 964[2])
- Llywarch (im Jahr 986 wurde er „seiner Augen beraubt“)[2]
- Einion
- Maredudd